# Hadzhibeylia
Hadzhibeylia is een geslacht van vliesvleugeligen uit de familie Encyrtidae. De wetenschappelijke naam van dit geslacht is voor het eerst geldig gepubliceerd in 1981 door Myartseva & Trjapitzin.

## Soorten
Het geslacht Hadzhibeylia is monotypisch en omvat slechts de volgende soort:
- Hadzhibeylia physococci Myartseva & Trjapitzin, 1981